# هراچیا سارگسیان
هراچیا سارگسیان (ارمنی: Հրաչյա Սարգսյան؛ زادهٔ ۱۳ فوریهٔ ۱۹۸۵) سیاستمدار اهل ارمنستان است که از ۲۲ دسامبر ۲۰۲۱ تا ۱۷ مارس ۲۰۲۳ سمت شهردار ایروان را برعهده داشت.